# Грачёв, Иван Петрович
Иван Петрович Грачёв (1915—1944) — советский военный лётчик, гвардии майор, участник советско-финской и Великой Отечественной войны. Герой Советского Союза (1942).

## Биография
Иван Грачёв родился 5 января 1915 года в деревне Фролово в крестьянской семье. В 1936 году был призван на службу в Рабоче-крестьянскую Красную Армию. В 1939 году Грачёв окончил 1-ю Качинскую военную авиационную школу лётчиков. Участвовал в советско-финской войне.

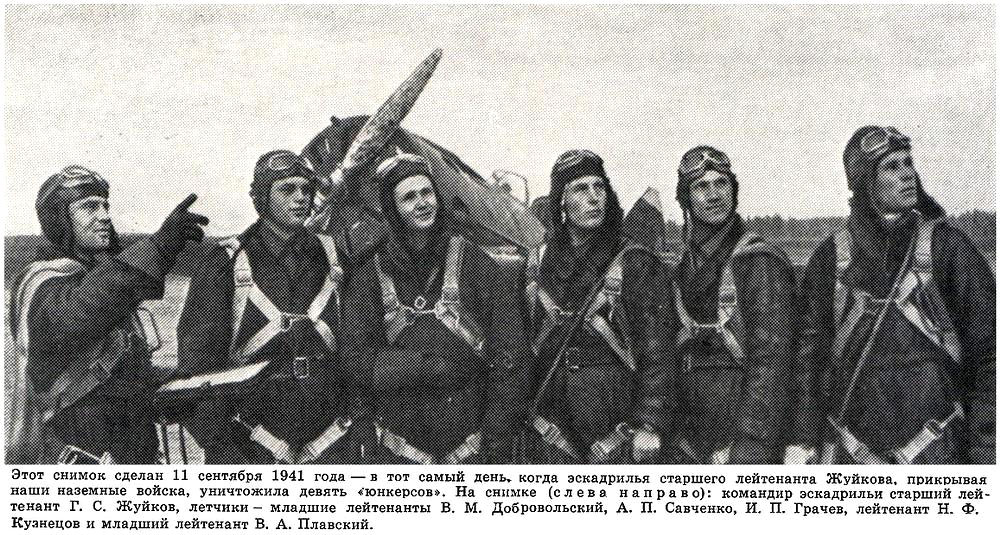
Младший лейтенант Иван Грачёв (3-й справа). Ленинградский фронт, сентябрь 1941 года

С начала Великой Отечественной войны — на её фронтах. Участвовал в обороне Ленинграда.
К январю 1942 года младший лейтенант Иван Грачёв был заместителем командира эскадрильи 191-го истребительного авиаполка 7-го истребительного авиакорпуса Войск ПВО. К тому времени он совершил 102 боевых вылета, в воздушных боях сбил 9 вражеских самолётов лично и ещё 4 — в группе.
Указом Президиума Верховного Совета СССР от 16 января 1942 года младший лейтенант Иван Грачёв был удостоен высокого звания Героя Советского Союза с вручением ордена Ленина и медали «Золотая Звезда» за номером 884.
К сентябрю 1944 года гвардии майор Иван Грачёв командовал эскадрильей 68-го гвардейского истребительного авиаполка 5-й гвардейской истребительной авиадивизии 11-го истребительного авиакорпуса 3-й воздушной армии 1-го Прибалтийского фронта.
14 сентября 1944 года в воздушном бою под Ригой, израсходовав все боеприпасы, Грачёв совершил таран вражеского самолёта и погиб при этом. Похоронен в городе Лиепая.
Всего за время Великой Отечественной войны Иван Грачёв совершил 203 боевых вылета, провёл 94 воздушных боя, в которых сбил лично 13 и в составе группы 4 самолёта противника.

## Награды
- Звезда Героя Советского Союза (№ 884, 16.01.1942);
- Орден Ленина (16.01.1942);
- Орден Красного Знамени (04.11.1943);
- Орден Красной Звезды (29.10.1941);
- Медали СССР.

## Память

Памятник И. П. Грачёву
в городе Спас-Клепики

В городе Спас-Клепики установлен бюст И. П. Грачёва.
В микрорайоне Клязьма г. Пушкино в честь И.  П. Грачёва названа улица и установлена мемориальная доска.